# Јалуторовск
Јалуторовск (рус. Ялуторовск) град је у Русији у Тјуменској области. Према попису становништва из 2010. у граду је живело 36493 становника.

## Становништво
| 1939.  | 1959.  | 1970.  | 1979.  | 1989.  | 2002.  | 2010.  |
| ------ | ------ | ------ | ------ | ------ | ------ | ------ |
| 13.634 | 20.188 | 25.426 | 32.914 | 36.841 | 36.088 | 36.493 |